# Чало
Чало или Талитель (также Ново-Хуштада) — село в Цумадинском районе Дагестана. Входит в состав Хуштадинского сельсовета/Шавинского сельсовета. Анклав Цумадинского района на территории Хасавюртовского района.
Населённый пункт — правовой казус Республики Дагестан. В 2005 году при принятии Закона «О статусе и границах муниципальных образований Республики Дагестан» в составе Хуштадинского сельсовета значатся села Чало и Талитель. В 2006 году село Талитель передано в состав Шавинского сельсовета. Населённый пункт с названием Чало встречался ещё на топографических картах советского периода. Населённый пункт Талитель встречается только на публичной кадастровой карте, и его территория совпадает с местоположением села Чало.

## География
Расположено на территории Хасавюртовского района, 35 км к северо-востоку от г. Хасавюрт, на канале Костек-Шабур.

## История
Возникло как кутан колхоза имени Чапаева села Хуштада, после Великой Отечественной войны.

## Население
Численность населения села Чало
| 1989 | 2002 | 2010 | 2021 |
| ---- | ---- | ---- | ---- |
| 23   | ↗435 | ↘0   | ↗617 |

Численность населения села Талитель
| 1989 | 2002 | 2010 | 2021 |
| ---- | ---- | ---- | ---- |
| 23   | ↗435 | ↘0   | ↗617 |

Население села — багвалинцы
По некоторым сведениям в 2006 году в селе значилось 130 хозяйств, в которых проживало 460 жителей, из которых 449 человек были официально прописаны в «метрополии» селе Хуштада.